# جورج دوغان
جورج دوغان (بالإنجليزية: George Duggan)‏ هو فيلسوف وقسيس نيوزيلندي، ولد في 3 يوليو 1912، وتوفي في 16 ديسمبر 2012.